# Аламіда (округ, Каліфорнія)
Шаблон:StateAbbr_ 37°39′ пн. ш. 121°55′ зх. д. / 37.65° пн. ш. 121.91° зх. д.
Аламіда, Аламеда (англ. Alameda; [ˌæləˈmiːdə]) — округ (графство) штату Каліфорнія, США. Знаходиться на сході області затоки Сан-Франциско. Населення округу, за даними перепису 2000 року, становить 1 443 741 осіб. Окружний центр Аламіди — місто Окланд.

## Історія
Округ Аламіда був утворений 25 березня 1853 року з частин інших округів — Контра-Коста та Санта-Клара. Іспанське слово «аламеда» означає «місце, де ростуть тополі».

## Географія
Загальна площа округу становить 2 126,8 км², з яких 1 910,3 км² (89,82%) складає суша і 216,4 км² (10,18%) — вода.

### Сусідні округи
На півночі Аламіда межує з округом Контра-Коста, на сході з Сан-Хоакіном, на південному сході зі Станіслаусом, на півдні з Санта-Кларою, на заході з округами Сан-Франциско і Сан-Матео.

### Міста

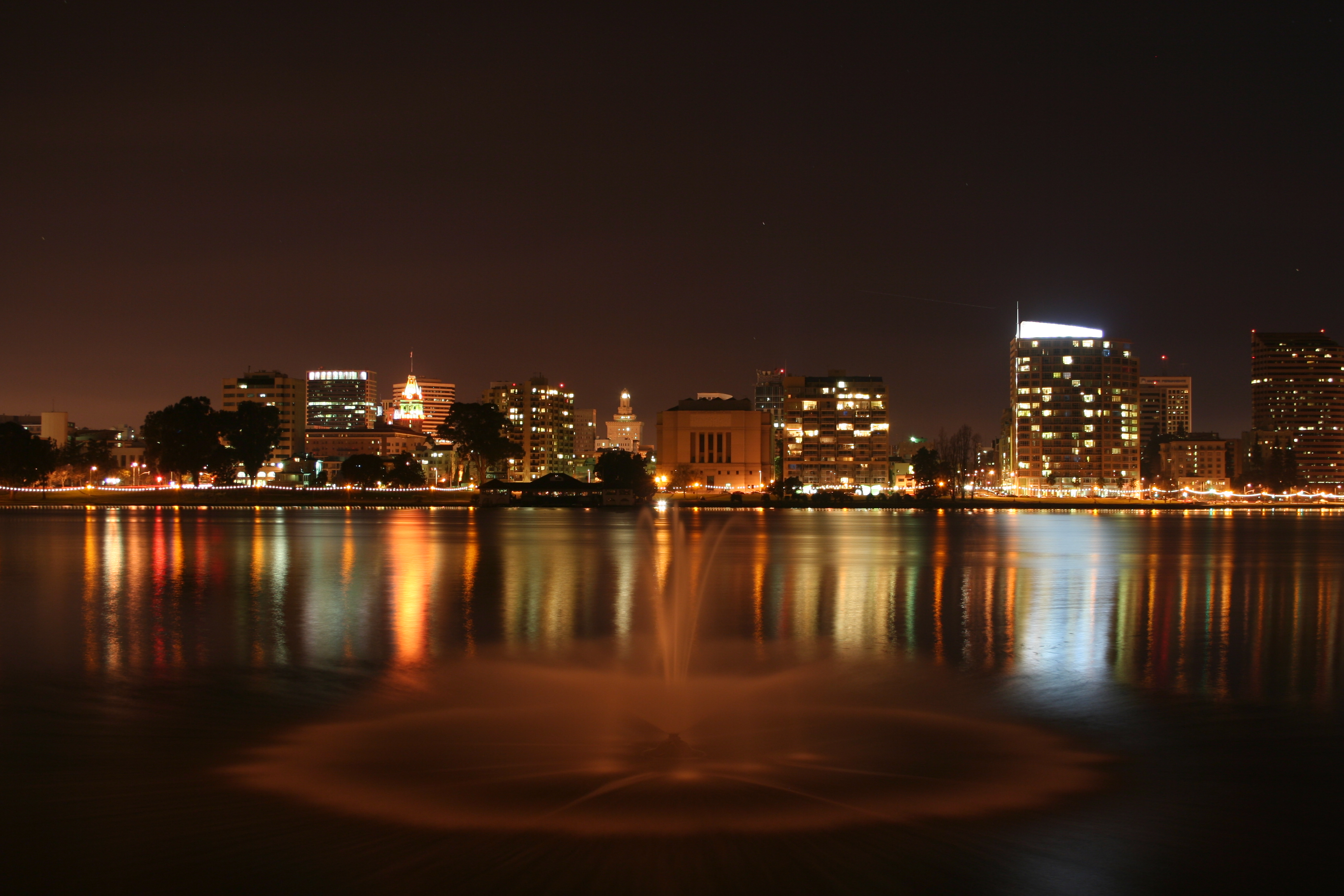
Центральна частина Окланда

В окрузі розташовано 14 міст:
- Аламіда
- Берклі
- Дублін
- Лівермор
- Ньюарк
- Окленд
- Олбані
- Плезантон
- П'ємонт
- Сан-Леандро
- Фрімонт
- Гейвард
- Емерівілл
- Юніон-Сіті

| Міста та місцевості за населенням та статками | Міста та місцевості за населенням та статками | Міста та місцевості за населенням та статками | Міста та місцевості за населенням та статками | Міста та місцевості за населенням та статками | Міста та місцевості за населенням та статками |
| Місто/місцевість                              | Тип                                           | Населення                                     | середній дохід на особу                       | середній дохід на домашнє госопдарство        | середній дохід на сім'ю                       |
| --------------------------------------------- | --------------------------------------------- | --------------------------------------------- | --------------------------------------------- | --------------------------------------------- | --------------------------------------------- |
| Аламіда                                       | місто                                         | 73,239                                        | $39,160                                       | $75,832                                       | $93,349                                       |
| Ашланд                                        | місцевість                                    | 22,106                                        | $20,357                                       | $48,026                                       | $53,038                                       |
| Берклі                                        | місто                                         | 111,008                                       | $38,896                                       | $60,908                                       | $102,976                                      |
| Кастро-Валлі                                  | місцевість                                    | 60,882                                        | $38,535                                       | $82,370                                       | $97,628                                       |
| Дублін                                        | місто                                         | 44,171                                        | $41,197                                       | $111,481                                      | $121,380                                      |
| Емерівілл                                     | місто                                         | 9,698                                         | $52,258                                       | $69,274                                       | $99,954                                       |
| Гейвард                                       | місто                                         | 142,936                                       | $24,987                                       | $62,115                                       | $69,044                                       |
| Лівермор                                      | місто                                         | 79,710                                        | $41,741                                       | $96,322                                       | $108,406                                      |
| Ньюарк                                        | місто                                         | 42,322                                        | $29,375                                       | $81,777                                       | $84,244                                       |
| Окланд                                        | місто                                         | 389,397                                       | $31,675                                       | $51,144                                       | $58,237                                       |
| Олбані                                        | місто                                         | 18,217                                        | $37,552                                       | $72,479                                       | $87,500                                       |
| П'ємонт                                       | місто                                         | 10,640                                        | $92,232                                       | $199,304                                      | $221,875                                      |
| Плезантон                                     | місто                                         | 69,220                                        | $50,745                                       | $118,713                                      | $136,464                                      |
| Сан-Леандро                                   | місто                                         | 83,877                                        | $27,878                                       | $61,857                                       | $72,080                                       |
| Сан-Лоренцо                                   | місцевість                                    | 24,096                                        | $25,553                                       | $73,053                                       | $76,365                                       |
| Сюнол                                         | місцевість                                    | 760                                           | $62,651                                       | $72,656                                       | $86,250                                       |
| Феєрв'ю                                       | місцевість                                    | 9,597                                         | $38,267                                       | $85,288                                       | $97,969                                       |
| Фрімонт                                       | місто                                         | 211,748                                       | $38,752                                       | $98,513                                       | $109,853                                      |
| Черріленд                                     | місцевість                                    | 14,394                                        | $19,610                                       | $50,987                                       | $48,120                                       |
| Юніон-Сіті                                    | місто                                         | 68,830                                        | $29,612                                       | $82,634                                       | $91,176                                       |

## Демографія
За даними перепису 2000 року, населення Аламіди становить 1 443 741 осіб, 523 366 домогосподарств і 339 141 сім'ю, які проживають в окрузі. Щільність населення становить 756 осіб/км². В окрузі 540 183 одиниць житла із середньою щільністю 283 од/км². Расовий склад округу включає 48,79% білих, 14,93% чорних або афроамериканців, 0,63% корінних американців, 20,45% азіатів, 0,63% вихідців з тихоокеанських островів, 8,94% представників інших рас та 5,63% представників двох і більше рас. 18,97% з усіх рас — латиноамериканці.
З 523 366 домогосподарств 32,60% мають дітей у віці до 18 років, 47,00% є подружніми парами, які проживають разом, 13,00% є жінками, які проживають без чоловіків, а 26,00% не мають сім'ї. 7,30% всіх домогосподарств складаються з окремих осіб, у 7,30% домогосподарств проживають самотні люди у віці 65 років та старше. Середній розмір домогосподарства склав 2,71, а середній розмір сім'ї — 3,31.
В окрузі проживає 24,60% населення у віці до 18 років, 9,60% від 18 до 24 років, 33,90% від 25 до 44 років, 21,70% від 45 до 64 років, і 10,20% у віці 65 років та старше. Середній вік населення — 34 роки. На кожні 100 жінок припадає 96,60 чоловіків. На кожні 100 жінок у віці 18 років та старше припадає 94,00 чоловіків.
Середній дохід на домашнє господарство склав $ 55 946, а середній дохід на сім'ю $ 65 857. Середній дохід у чоловіків становить $ 47 425 проти $36 921 у жінок. Дохід на душу населення — $ 26 680. Близько 7,70% сімей та 11,00% всього населення мають дохід нижче прожиткового рівня, в тому числі 13,50% з них молодші 18 років і 8,10% від 65 років та старше.
Віковий розподіл населення поданий у таблиці:
| Стать    | До 15 років | 15-21  | 22-29  | 30-39   | 40-49   | 50-65   | 65-85  | Понад 85 |
| -------- | ----------- | ------ | ------ | ------- | ------- | ------- | ------ | -------- |
| Чоловіки | 153 385     | 68 079 | 89 212 | 126 730 | 111 869 | 99 796  | 54 509 | 5 720    |
| Жінки    | 146 410     | 64 251 | 88 577 | 125 843 | 115 000 | 106 998 | 74 259 | 13 103   |

## Виноски
1. 1 2 3 4 5  Результати перепису населення 2000 року. Архів оригіналу за 12 лютого 2020. Процитовано 8 червня 2011. [Архівовано 2020-02-12 у Archive.is]
2. ↑  U.S. Census Bureau. American Community Survey, 2011 American Community Survey 5-Year Estimates. American FactFinder [Архівовано 11 вересня 2013 у Wayback Machine.]. Retrieved 2013-10-21.
3. ↑  U.S. Census Bureau. American Community Survey, 2011 American Community Survey 5-Year Estimates, Table B01003. American FactFinder [Архівовано 11 вересня 2013 у Wayback Machine.]. Retrieved 2013-10-21.
4. ↑  U.S. Census Bureau. American Community Survey, 2011 American Community Survey 5-Year Estimates, Table B19301. American FactFinder [Архівовано 11 вересня 2013 у Wayback Machine.]. Retrieved 2013-10-21.
5. ↑  U.S. Census Bureau. American Community Survey, 2011 American Community Survey 5-Year Estimates, Table B19013. American FactFinder [Архівовано 11 вересня 2013 у Wayback Machine.]. Retrieved 2013-10-21.
6. ↑  U.S. Census Bureau. American Community Survey, 2011 American Community Survey 5-Year Estimates, Table B19113. American FactFinder [Архівовано 11 вересня 2013 у Wayback Machine.]. Retrieved 2013-10-21.
7. ↑  Census of Population and Housing. Census.gov. Архів оригіналу за 19 липня 2018. Процитовано 4 червня 2016.